# Carlos Rosal Bertrand
Carlos Rosal Bertrand (Barcelona, 17 de setembre 1942 - Barcelona, 9 d'agost de 2011) va ser vicepresident i president de la Federació Catalana de Golf mentre exercici de vocal a la RFEG, pel qual va rebre la medalla del mèrit esportiu. També va pertànyer al Grup Rosal i l'empresa Cidesport, que van ser encarregades de comercialitzar diferents multinacionals a Espanya, la més coneguda, Nike.
Carlos Rosal es va casar amb Beatriz Garcigoy i va tenir 3 fills, Bruno, Daniel i Maria Rosal. Va morir al cap de 69 anys a causa del seu segon càncer de pulmó.

## Trajectòria
Carlos Rosal va ser vicepresident a la Federació Catalana de Golf a l'època de 1986 fins a 1995 i mentre era president del comitè esportiu de 1985 fins a 1994, quan va deixar de ser vicepresident es va assumir el càrrec de president durant una dècada (1995-2005) a la Federació Catalana de Golf. Durant aquests deu anys, va exercir de vocal a la Real Federacion Espanyola de Golf. Durant la seva l'època com a president, va incrementar en un 200% les llicències a Catalunya i va crear diferents camps de golf a Catalunya, com per exemple el primer camp públic de golf de tota Catalunya com és el camp Sant Joan de Rubí. Per aquest acte va rebre la medalla al mèrit esportiu l'any 2005 a mans d'Emma Villacieros.
En l'any 1980 la multinacional Nike va firmar amb el grup Rosal perquè l'empresa Cidesport pogués comercialitzar el calçat d'aquesta empresa a Espanya, també van poder comercialitzar la seva pròpia col·lecció de peces de roba tèxtils. A l'any 1990, l'empresa Nike va deixar de ser socis de l'empresa Cidesport i comercialitzar ells mateixos la seva pròpia roba, però l'empresa Cidesport podien seguir comercialitzat la roba esportiva tèxtil a Espanya, i ho van continuar fent durant divuit anys, mentre estaven amb constant judici contra la multinacional. Aquest conflicte és acabar en 2008 quan el jutjat va dictar a favor de Nike. El grup Rosal i l'empresa Cidesport també es van encarregar de comercialitzar més multinacionals com Speedo, Look, Elan, Isostar, Salomon, Dynastar, Wilson i Puma.